# Milícia

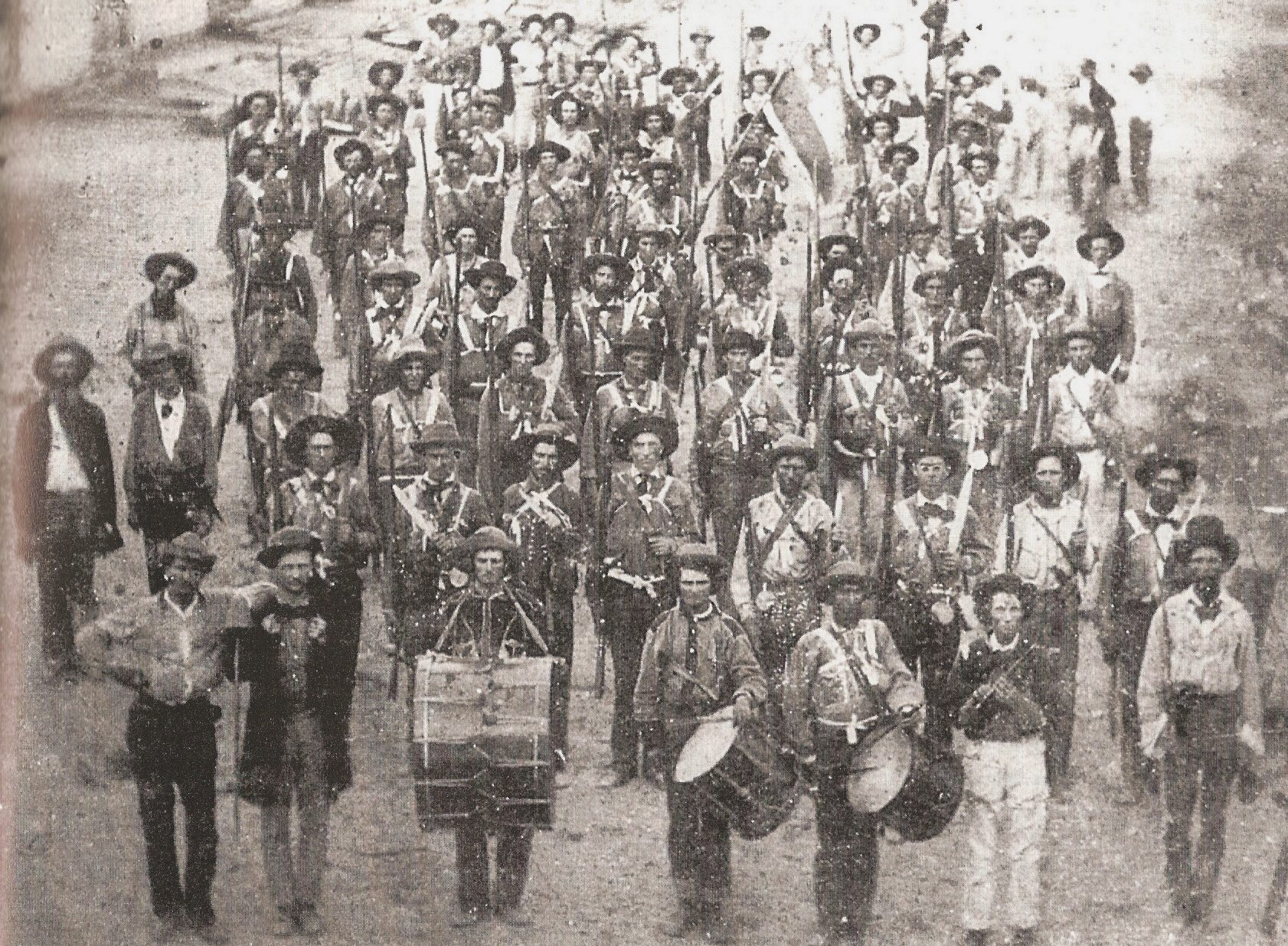
"The Hempstead Rifles", uma milícia voluntária de Arkadelphia, Arkansas, 1861.

Milícia (do latim militia), tropa auxiliar (do latim auxilia), é a designação genérica das organizações militares ou paramilitares, ou de qualquer organização que apresente grande grau de atuação. Stricto sensu, o termo refere-se a organizações compostas por cidadãos comuns armados (apelidados de milicianos ou miliciantes), ou com poder de polícia que, teoricamente, não integram as forças armadas ou a polícia de um país. 

## Visão geral

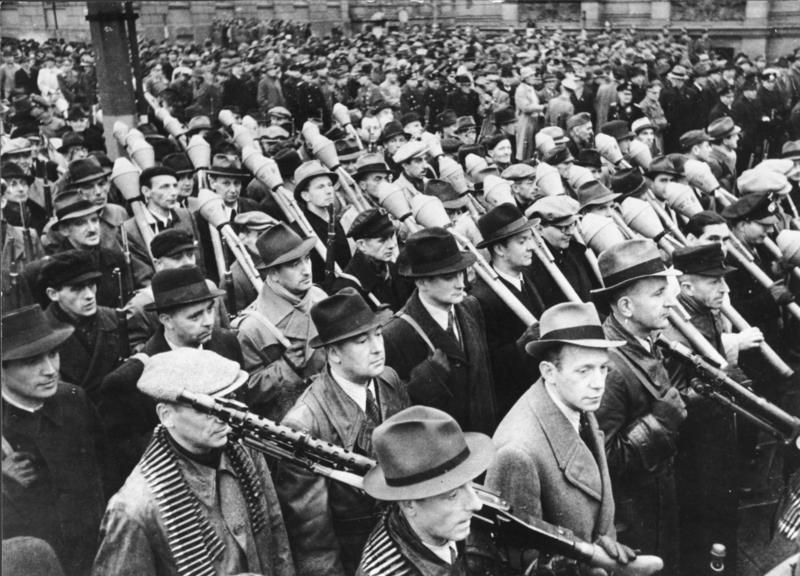
O Volkssturm, milícia criada pela Alemanha Nazista no final da guerra como parte de um levante em massa.

As milícias podem ser organizações oficiais mantidas parcialmente com recursos do Estado e em parceria com organizações de caráter privado. Podem ter objetivos públicos de defesa nacional ou de segurança interna, ou podem atuar na defesa de interesses particulares, com objetivos políticos e monetários. São ainda consideradas milícias todas as organizações da administração pública terceirizada e que possuam estatuto militar, não pertencendo no entanto às Forças Armadas de um país, isto é, ao Exército, Marinha ou à Aeronáutica.

## Na literatura
Nicolau Maquiavel dedica três capítulos de O Príncipe para tratar das milícias, a saber, capítulos XII, XIII e XIV. No capítulo XII ("De quantas categorias são as milícias, e dos soldados mercenários"), o autor apresenta os diferentes gêneros de milícias e soldados mercenários, para no capítulo XIII ("Das milícias auxiliares, mistas e próprias") tratar mais especificamente das milícias próprias, auxiliares e as mistas. Por fim, no capítulo XIV ("Os deveres do príncipe para com a milícia"), ele trata dos deveres do príncipe em relação a essas armas.

### Leituras adicionais
- Maquiavel, Nicolau. (2015). O príncipe/tradução de Hingo Weber 6. ed. [S.l.]: Vozes. p. 54
- Aliyev, Huseyn (Jan. 2019) "When and How Do Militias Disband? Global Patterns of Pro-Government Militia Demobilization in Civil Wars. Studies in Conflict & Terrorism 42/8: 715-734. DOI: 10.1080/1057610X.2018.1425112
- Bledsoe, Andrew S. Citizen-Officers: The Union and Confederate Volunteer Junior Officer Corps in the American Civil War. Baton Rouge, Louisiana: Louisiana State University Press, 2015. ISBN 978-0-8071-6070-1.
- Churchill, Robert H. To Shake Their Guns in the Tyrant's Face,University of Michigan Press, 2009. ISBN 978-0-472-11682-9.
- Cooper, Jerry M. The rise of the National Guard: the evolution of the American militia, 1865–1920. Studies in war, society, and the military, v. 1. Lincoln: University of Nebraska Press. 1998 ISBN 0-8032-1486-3
- Galvin, John R. The Minute Men – The First Fight: Myths and Realities of the American Revolution, Brasseys, 1996 ISBN 1-57488-049-7
- Hay, George J. The Constitutional Force, 1908 (reprinted by Ray Westlake Military Books, 1987). ISBN 0-9508530-7-0.
- Smith, Joshua M. "The Yankee Soldier's Might: The District of Maine and the Reputation of the Massachusetts Militia, 1800–1812," in New England Quarterly LXXXIV no. 2, pp. 234–264, 2011.
- Whisker, James B. The Rise and Decline of the American Militia System, Susquehanna University Press, 1999 ISBN 0-945636-92-X